# Исьянов, Равиль Ахмедуллович
Равиль Ахмедуллович Исьянов (англ. Ravil Isyanov, тат. Равил Гыйсъянов, Rawil Ğisyanov; 20 августа 1962, Воскресенск, Московская область — 29 сентября 2021, Лос-Анджелес, Калифорния) — американский актёр.

## Биография
Родился 20 августа 1962 года в Воскресенске. Учился в школе № 20 пос.Лопатинский Воскресенского района.
После окончания школы в 1980 году поступил в Пермский институт культуры. Его учеба прервалась в 1982 году, когда он был призван на службу в военно-воздушные силы СССР. Служил на Дальнем Востоке.
Работал в Хабаровском театре на протяжении двух сезонов. Затем учился в Школе-студии МХАТ под руководством Александра Калягина (окончил в 1990 году).
В 1991 году эмигрировал в Великобританию. В 1998 году переехал в Лос-Анджелес. Активно снимался в кино и на телевидении, исполняя главным образом роли русских. Среди фильмов Исьянова — «Вызов», «Клад», «Мистер и миссис Смит», «Трансформеры 3: Тёмная сторона Луны», «Мы койоты».
В сериале «Блеск» Исянов сыграл русского еврея Грегори, хозяина мотеля, где жили главные героини во время тренировок. В сериале «Последний корабль» сыграл антагониста, адмирала Рускова. Одна из наиболее известных ролей Исьянова — роль Анатолия Киркина в сериале «Морская полиция: Лос-Анджелес». Персонаж, сыгранный им в сериале, стал незабываемым среди фанатов, показав, что Исьянов может в одном сериале сыграть комедийную и драматическую роль. Задолго до появления в сериале, актер появился в эпизоде 2006 года сериала «Морская полиция».
В фильме «Блондинка», премьера которого была запланирована на 2022 год, сыграл Билли Уайлдера, режиссера фильма «В джазе только девушки».

### Смерть
Умер 29 сентября 2021 года после продолжительной болезни.

## Избранная фильмография
- 1992 — Назад в СССР — Георгий
- 1992 — Сталин — Яков Джугашвили
- 1992 — Хроники молодого Индианы Джонса — Сергей
- 1995 — Хакеры — русский хакер
- 1995 — Золотой глаз — пилот «Мига»
- 1996 — Гамлет[10] — Корнелий
- 1997 — Шакал[11] — Газзи Мурад, бандит
- 1997 — Святой — охранник Третьяка
- 1998 — Семь Дней — Иосиф Вукович \ старший лейтенант Антон Киров
- 1999 - Код Омега - Rykoff, компьютерщик у Стоуна
- 2001 — И пришел паук[3] — агент Лермонтов
- 2001 — Арахнид — доктор Капри
- 2002 — К-19: Оставляющая вдов — замполит Суслов
- 2003 — Клад — Моррис Менке
- 2005 — Мистер и миссис Смит — клиент в баре Curtis-Dive
- 2005 — Битва за космос — Валентин Глушко[12]
- 2005 — Призвание — Салман Устоев
- 2006 — Хороший немец — генерал Сикорский
- 2008 — Вызов — Виктор Панченко, командир Отряда Октября[13]
- 2011 — Трансформеры 3: Тёмная сторона Луны[8] —Юрий Восходчук
- 2014—2018 — Последний корабль — адмирал Русков[8]
- 2016 — Снайпер: Воин-призрак — полковник Андрей Машков
- 2017 — Американцы — Руслан, следователь
- 2017—2019 — Блеск — Грегори
- 2020 — Клаустрофобы: Квест в Москве — официант
- 2022 — Блондинка — Билли Уайлдер